# فيسنتي رومو
فيسنتي رومو (بالإسبانية: Vicente Romo) هو لاعب كرة قاعدة مكسيكي، ولد في 12 أبريل 1943 في سانتا روزاليا ‏ في المكسيك.

## وصلات خارجية
- فيسنتي رومو على موقع دوري كرة القاعدة الرئيسي (الإنجليزية)
- فيسنتي رومو على موقعبيزبول رفرنس.كوم (الدوري الرئيسي) (الإنجليزية)
- فيسنتي رومو على موقعبيزبول رفرنس.كوم (الدوري الثانوي) (الإنجليزية)
- فيسنتي رومو على موقع مشجعي الرسوم البيانية (الإنجليزية)